# Вторая греко-турецкая война
Вторая греко-турецкая война (греч. Μικρασιατική εκστρατεία; тур. Türk-Yunan Cephesi), Турецкая национально-освободительная война — военный конфликт между Грецией и кемалистской Турцией, связанный с греческими ирредентистскими планами.
Несмотря на первоначальные успехи греческих войск, которым к лету 1921 года удалось оккупировать почти весь запад Малой Азии, война закончилась поражением Греции, Муданским перемирием и подписанием в 1923 году Лозаннского мирного договора и последующим греко-турецким обменом населением.

## Предыстория

### Крах Османской империи
После поражения Османской империи в Первой мировой войне и подписания Мудросского перемирия державы-победительницы приступили к разделу её территории, в том числе территорий, являвшихся в своё время первоначальным ядром Османской империи. Греция, как союзница стран-победительниц, получила обещания, что ей будут отданы Восточная Фракия (пока кроме Константинополя) и Западные районы Малой Азии, где компактно проживало греческое население.

### Греческий ирредентизм
Для греков один из главных национальных мотивов для участия в войне заключался в том, чтобы реализовать идею восстановления Византийской империи.
С момента возникновения современного греческого государства в 1830 году такие идеи играли важную роль в греческой политической жизни. Греческими политиками было сделано несколько выступлений по проблеме «исторической неизбежности расширения греческого королевства». Например, греческий политик Иоаннис Коллетис заявил на одном из собраний в 1844 году: «Есть два великих центра эллинизма. Афины являются столицей королевства. Константинополь является городом мечты и надежды всех греков».
Греческий премьер-министр Элефтериос Венизелос считал, что результаты Первой мировой войны открывают пути к созданию «Великой Греции» на двух континентах, которая включала бы территории, находящиеся за пределами современного греческого государства (Иония, Фракия, Кипр и запад Малой Азии со значительным греческим населением).

## Ход войны

### Начало войны

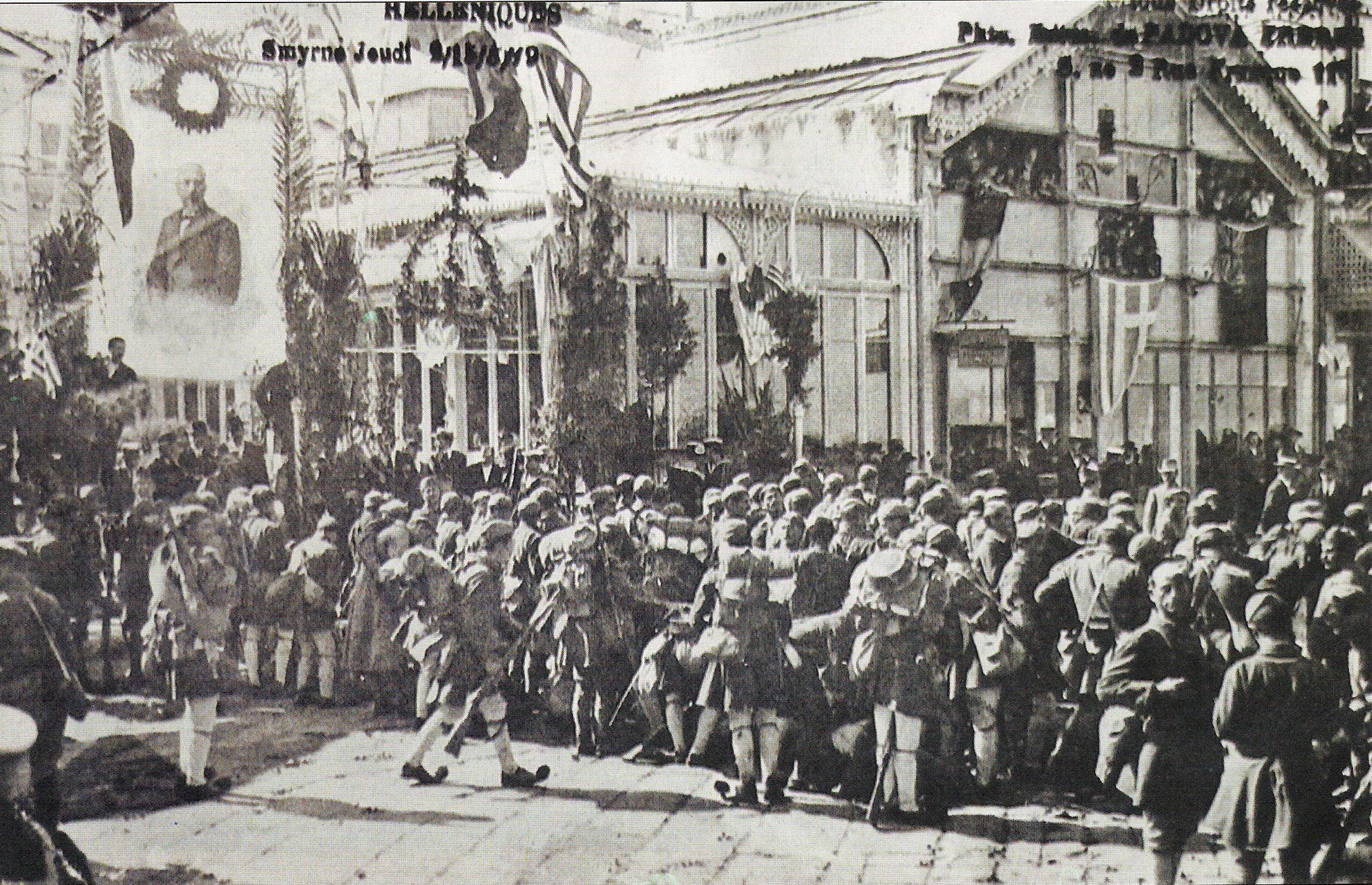
Греческие войска в Измире. 15 мая 1919 г.

15 мая 1919 года греческие войска, в соответствии со статьёй 7 Мудросского перемирия, под прикрытием эскадры Антанты высадились в Смирне. Поводом для высадки послужило намерение Италии включить Смирну в свою зону оккупации и противодействие Англии и Франции этому шагу. 19 мая в спровоцированных итальянцами беспорядках погиб 71 турок и несколько греческих солдат. Это вызвало возмущение среди турецкого населения, которое в конце мая стало создавать партизанские отряды. Однако серьёзное сопротивление грекам было организовано только к концу июня 1919 года под предводительством бывшего османского офицера Мустафы Кемаль-паши.
25 июля 1919 года греки взяли Адрианополь и в июне-июле значительно расширили плацдарм в Малой Азии, заняв Ушак, Бандырму и Бурсу. К осени 1919 года греческие войска контролировали пространство между рекой Меандр на юге, Ахметли на востоке и Ванчико, а силы Кемаля к тому моменту были в состоянии только беспокоить их время от времени. При этом греки не продвигались дальше вглубь материка, прежде всего потому, что не имели на это санкции союзников.
В марте 1920 года силы союзников оккупировали Константинополь, столицу Османской империи. В апреле 1920 года Кемаль созвал правительство Великого национального собрания (ВНСТ) в Анкаре — в противовес султанскому правительству. Вскоре войска Кемаля нанесли существенные поражения французским войскам в Киликии, так что Франция была вынуждена подписать перемирие. Обеспокоенное усилением Кемаля (при поддержке российских большевиков), британское правительство Ллойд Джорджа одобрило продвижение греков на северо-западе Малой Азии, что обеспечивало англо-французский контроль над проливами силами греческой армии. В ходе наступления по трём направлениям в течение лета 1920 года греки захватили ряд важных городов, в том числе Бурсу.

### Обстановка в Греции

Одновременно с военными действиями в Малой Азии в самой Греции шла острая внутренняя борьба между сторонниками главы правительства Элефтериоса Венизелоса и сторонниками короля, стоявшими за невмешательство Греции. Эта борьба была настолько ожесточённой, что война в Малой Азии временно отошла на второй план. 10 августа 1920 года был подписан Севрский договор между странами Антанты и султанским правительством. По Севрскому договору к Греции отходили Восточная Фракия до расстояния в 30 км от Константинополя, острова Имброс и Тенедос, а область Смирны передавалась под управление Греции с перспективой через пять лет после референдума населения стать греческой территорией. Через два дня после подписания договора было совершено покушение на Венизелоса, которому удалось выжить. Последовал новый виток внутриполитической борьбы в Греции, сопровождавшийся и политическими убийствами. Осенью 1920 года греки по-прежнему теснили кемалевские войска. Сам Кемаль Севрского договора не подписывал и, естественно, не признавал. После смерти греческого короля Александра (25 октября 1920 года) и сокрушительного поражения на выборах 14 ноября 1920 года в Греции партии Венизелоса на греческом троне в результате референдума утвердился Константин I (декабрь 1920). Год кончился очередными успехами греков и очередным растягиванием их фронта. Но хуже всего для греков оказались события внешнеполитического порядка: Грецию перестали поддерживать союзники, у которых были основания считать, что король Константин поддерживал Германию, а к Антанте относился враждебно.

### Сражения у Инёню. Международное положение кемалистов
В начале 1921 года греки по-прежнему были сильны в военном отношении, но Кемаль продолжал наращивать силы.
Перед возобновлением наступательных операций греческое монархистское правительство поручило своему III армейскому корпусу произвести разведывательный рейд. Две неполные греческие дивизии с боем дошли до городка Инёню, в 20 милях на запад от города Эскишехир, взяв в плен 200 турецких солдат. 10 января греческие дивизии по приказу отошли на исходные позиции, что позволило кемалистам объявить себя победителями. Дуглас Дакин, современный британский историк, посвящает этому раздутому военно-политической пропагандой событию всего лишь два лаконичных предложения: «В январе 1921 года третий корпус (греческой армии) произвёл разведывательные операции к Эскишехиру, в которых подавил сопротивление турецких сил, но отошёл к Прусе согласно полученным приказам. Было ещё рано (для греков) наступать». 23-31 марта 1921 года, в ходе греческого «весеннего наступления», турецкие войска Мустафы Кемаль-паши нанесли тактическое поражение частям того же III греческого корпуса, пытавшиеся штурмом взять Инёню, однако благодаря победе I греческого корпуса А. Кондулиса при Думлу-Пынаре наступление окончилось успешно для греческой экспедиционной армии.
Тактические успехи турок были подкреплены признанием правительства Кемаль-паши со стороны Советской России и соглашением с представителями Италии об эвакуации итальянских войск из Анатолии.
Ещё осенью 1920 года началась массированная финансовая и военно-техническая помощь кемалистам со стороны Москвы в ответ на просьбу Кемаля в апреле 1920 года. При заключении 16 марта 1921 года в Москве договора о «дружбе и братстве» между РСФСР и правительством ВНСТ, что явилось первым формальным признанием правительства в Анкаре со стороны значительной мировой державы, было также достигнуто соглашение об оказании Советской Россией ангорскому правительству безвозмездной финансовой помощи, а также помощи оружием, в соответствии с которым советское правительство в течение 1921 года направило в распоряжение кемалистов 10 млн руб золотом, более 33 тысяч винтовок, около 58 млн патронов, 327 пулемётов, 54 артиллерийских орудия, более 129 тысяч снарядов, полторы тысячи сабель, 20 тысяч противогазов, 2 миноносца и «большое количество другого военного снаряжения».
Примечательно, что в ноте от 2 июля 1921 года нарком иностранных дел РСФСР Чичерин был вынужден выразить правительству Греческого королевства «крайнее удивление» по поводу публикации во «многих газетах» сведений, будто Греция объявила войну России; нотой от 6 июля того же года министр иностранных дел Греции Бальтацци опроверг такие известия.

### Наступление греческой армии

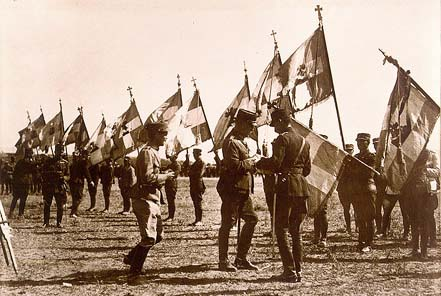
Король Греции Константин I украшает полковые знамёна греческой армии во время войны с Турцией. Кютахья, 1921 год

Летом 1921 года греческая армия перешла в наступление на линии Афьонкарахисар—Кютахья—Эскишехир и 27 июня — 10 июля нанесла турецким войскам поражение (см. Сражение при Афьонкарахисаре-Эскишехире). Греческие войска заняли города Афьонкарахисар, Кютахья и Эскишехир. Но войскам Кемаля удалось избежать окружения и отойти за реку Сакарья к Анкаре. Тактическая победа греческой армии не положила конца военным действиям, как ожидалось, и в создавшемся политическом тупике греческая армия была вынуждена идти дальше, на Анкару.

### Сакарийское сражение
Между тем греки наступали и к августу 1921 года непосредственно угрожали Анкаре. К концу месяца греческие войска находились уже вблизи Анкары, однако в результате двадцатидвухдневного сражения в горах на подступах к Анкаре (23 августа — 13 сентября 1921) не смогли прорвать турецкую оборону и отступили за реку Сакарья. Греко-турецкий фронт откатился на линию Эскишехир — Афьонкарахисар. За сражение у Сакарьи Кемаль получил титул Гази — «Воин Священной Войны».
Последовало относительное затишье на фронте и активизация политических интриг. Франция признала правительство Кемаля, что значительно усилило его позиции. В 1922 году Франция, Британия и Италия предложили план постепенного вывода греческих войск из Малой Азии. Кемаль эти предложения отверг. Тем временем в мае 1922 к власти в Греции пришло коалиционное правительство, которое, недооценив ситуацию, принялось готовить захват Стамбула — с тем, чтобы оказать таким образом давление на Кемаля. Эта операция не состоялась, по утверждению греков, из-за запрета союзников.

### Разгром греческих войск
Несмотря на то, что греки занимали обширный плацдарм в Малой Азии, их позиция была стратегически бесперспективна, поскольку они даже в случае успешного наступления не имели сил контролировать огромную страну с враждебным населением. К тому же часть союзников (Франция, Италия), обеспечив путём тайного соглашения с Кемалем свои интересы в Турции, к этому времени начали оказывать материальную поддержку туркам. Сто тысяч греческих солдат удерживали более 700 километров фронта. Многие из военнослужащих греческой армии воевали непрерывно с 1912 года, снабжение было плохое, командование ослаблено политическими интригами.
26 августа 1922 года турецкие войска внезапно перешли в наступление против греческих войск юго-западнее города Афьонкарахисара, стараясь окружить и отрезать их от Смирны. Ударную роль выполнил конный корпус Фахреддин-паши. Фронт обрушился практически сразу, греческие дивизии были разрознены и разбиты по частям. Греческое правительство просило у Британии заключить мир с турками, чтобы Греции досталась хотя бы Смирна с окрестностями.
Однако турецкое наступление продолжалось, и 2 сентября 1922 года турецкие войска освободили Эскишехир. В результате разгрома был взят в плен только что назначенный главкомом греческой армии генерал Трикупис со своим штабом (узнавший о своём назначении от турок). 6 сентября был потерян Балыкесир, 7 сентября — Маниса и Айдын. Греческое правительство после сдачи Эскишехира ушло в отставку, греки пытались обеспечить по крайней мере эвакуацию Смирны. Почти одновременно был отдан приказ об оставлении всего малоазиатского плацдарма.

### Резня в Смирне

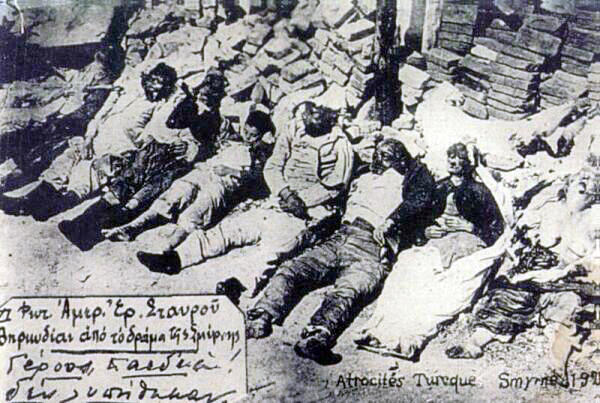
Тела христиан со следами пыток

Утром 9 сентября в Смирну вступила турецкая армия во главе с Мустафой Кемалем. По утверждению современного российского автора И. Мусского, Кемаль торжественно объявил, что каждый турецкий солдат, причинивший вред гражданскому населению, будет расстрелян. Тем не менее вечером 9 сентября началась резня христианского населения, увенчавшаяся сожжением города. Турецкие историки утверждают, что город подожгли отступающие греки. Согласно свидетельству американского консула (прогреческого, что вызывает сомнения в достоверности его публикаций) Джорджа Хортона, день 9 сентября, когда в город вошли турки, прошёл относительно спокойно: ещё утром в городе поддерживала порядок греческая жандармерия, которая передала свои функции вступившим турецким войскам. Однако вечером начались грабежи и убийства. Город был сожжён. Количество убитых в разных источниках варьируется от 10 до 100 тысяч. Оставшиеся христиане были вынуждены покинуть Смирну.

### Окончание боевых действий
В октябре турецкие войска двинулись на Стамбул. В районе Чанаккале турки вышли на рубеж, который защищали немногочисленные британские войска под командованием генерала Харингтона, а также французские и итальянские части, которые в середине сентября 1922 г. покинули этот район.
Британское правительство приняло 15 сентября 1922 года решение противостоять кемалистам и обратились за поддержкой к доминионам. Военную помощь готовы были оказать только Новая Зеландия и Ньюфаундленд, а Канада и Южная Африка отказались участвовать в «войне за Дарданеллы». Всё же кабинет Ллойд Джорджа 29 сентября 1922 года приказал генералу Харингтону предъявить Турции ультиматум с требованием отвести турецкие войска от Дарданелльского пролива. Харингтон вместо этого начал с турками переговоры, в результате которых 11 октября было заключено перемирие на выгодных для сторонников Кемаля условиях, и британцам пришлось согласиться на созыв Лозаннской конференции для решения вопросов, связанных с Турцией.
По результатам перемирия было решено вернуть Турции Восточную Фракию. 1 ноября турецкая армия установила контроль над Стамбулом и упразднила власть султана, покинувшего город на английском военном корабле. В сентябре в греческой армии вспыхнуло восстание, и король Константин был вынужден отречься от престола. В октябре был созван чрезвычайный трибунал над девятерыми государственными служащими Греции, обвиняемыми в государственной измене и преступной халатности. Этот судебный процесс завершился смертными приговорами для бывшего премьер-министра Димитриоса Гунариса, четверых его министров и командующего греческой армией в Турции генерала Хадзианестиса; 15 (28) ноября приговор был приведён в исполнение. Трое обвиняемых, включая принца Андрея (отца будущего принца-консорта Великобритании Филиппа) были осуждены к длительным срокам заключения.

## Итоги

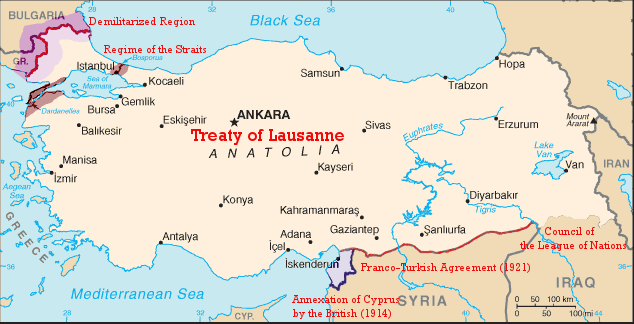
Территория Турции по Лозаннскому договору

Между Турцией с одной стороны и союзниками и Грецией с другой в 1923 году был подписан Лозаннский мирный договор, по которому Греция и страны Антанты полностью отказывались от претензий на Западную Анатолию и Восточную Фракию.
Из Турции принудительно были выселены около полутора миллионов греков в обмен на выселение (также принудительное) 600 000 мусульман из Греции, среди выселенных в Турцию оказались также греки-мусульмане. Потери полностью разгромленной греческой армии превысили 40 тысяч убитыми и 50 тысяч ранеными. Несравненно бо́льшими были потери гражданского населения — погибли сотни тысяч мирных жителей с обеих сторон, материальные же потери вообще не поддавались учёту. Всё это позволило грекам назвать события осени 1922 года Малоазийской катастрофой.
По мнению ряда исследователей, решающую роль в успехах кемалистов против греческих войск, равно как ранее и против армян (1920), сыграла финансовая и военно-техническая помощь кемалистам со стороны Советской России, начиная с осени 1920 года и в последующие 2 года.